# Oeding
Oeding (Odink) is een plaats (Ortsteil) in de Duitse gemeente Südlohn in het Münsterland, gelegen in de Kreis Borken in de deelstaat Noordrijn-Westfalen. Oeding ligt enkele kilometers ten zuidoosten van Winterswijk, nabij de Nederlands-Duitse grens. De plaats telt ongeveer 3.800 inwoners.

## Geschiedenis

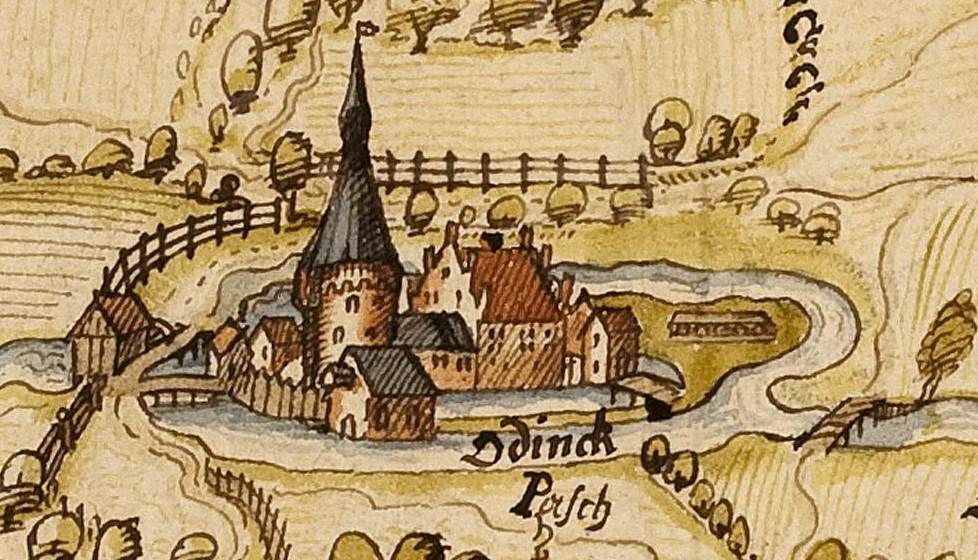
De burcht Oeding in 1599

De eerste vermelding van een boerderij met de naam Oeding dateert uit 1170. In 1353 verkocht een zekere Johann Bermentfelde deze hoeve met burcht aan bisschop Ludwig II van Münster. Nadat de burcht in 1372 werd vernietigd door de toenmalige bisschop van Münster, werd deze weer direct herbouwd. De gewelven van de burcht en de toren, die dateert uit de tweede helft van de 15e eeuw, zijn bewaard gebleven. De toren maakt sedert 1979 deel uit van een hotelpand.
Onder Pruisische heerschappij ontstonden er meer mogelijkheden voor protestanten in de regio, om hun godsdienst uit te oefenen. In 1824 werd ten behoeve van diverse kerkelijke gemeentes in de regio een klein protestants kerkgebouw in Nederlands-classicistische stijl gebouwd.

## Belangrijke gebouwen
De Sint-Jakobskerk van Oeding is een neoromaanse kerk, die in 1911 werd gebouwd. Opvallend zijn Jugendstilelementen in de glazen van de kerk.
De Jakobihalle te Oeding is de belangrijkste sport- en evenementenhal van de gemeente Südlohn. Het gebouw is ook een trefpunt binnen het veelzijdige verenigingsleven in de gemeente.

## Galerij

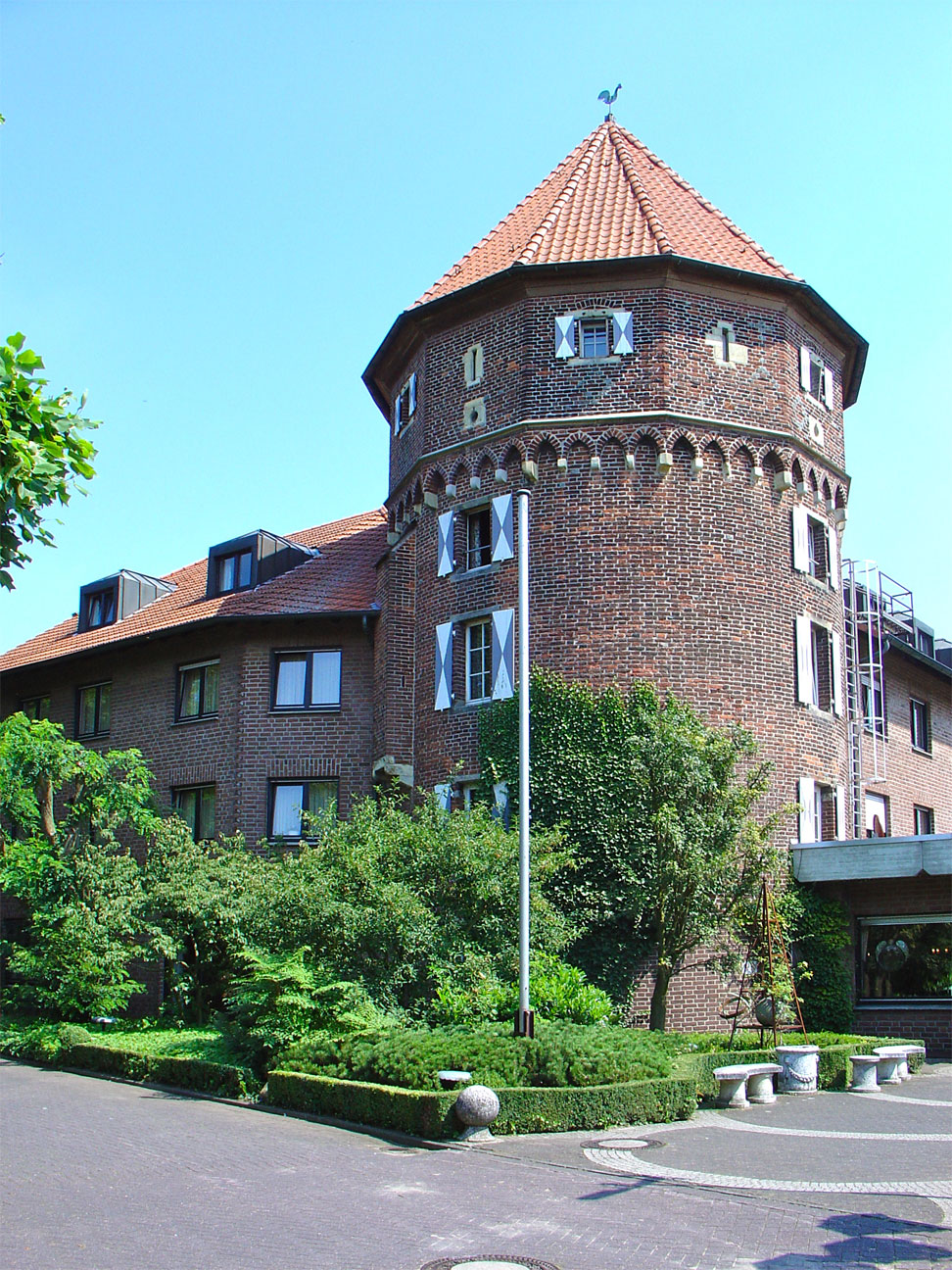
Burchttoren van Oeding
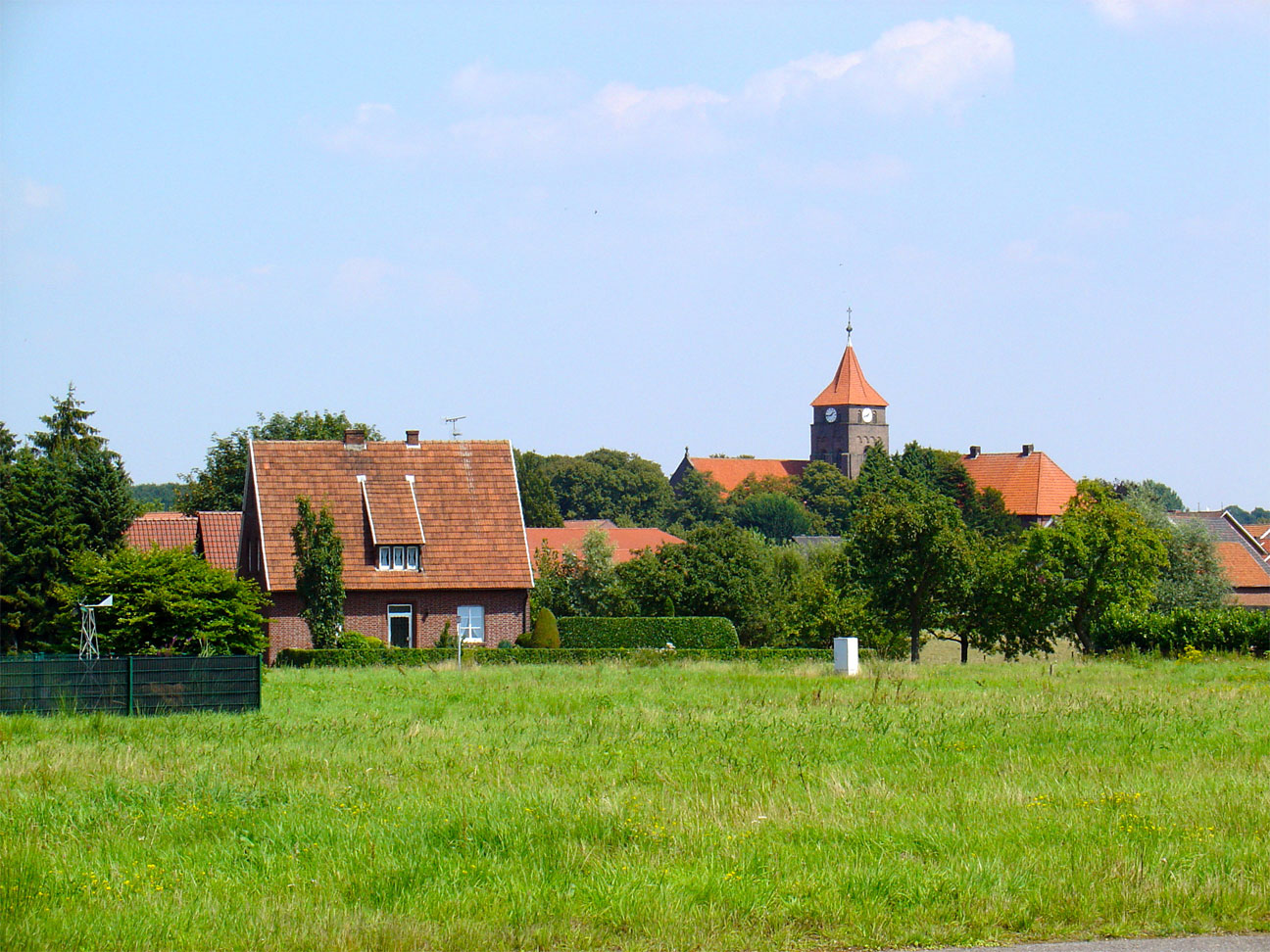
Oeding met Jacobskerk
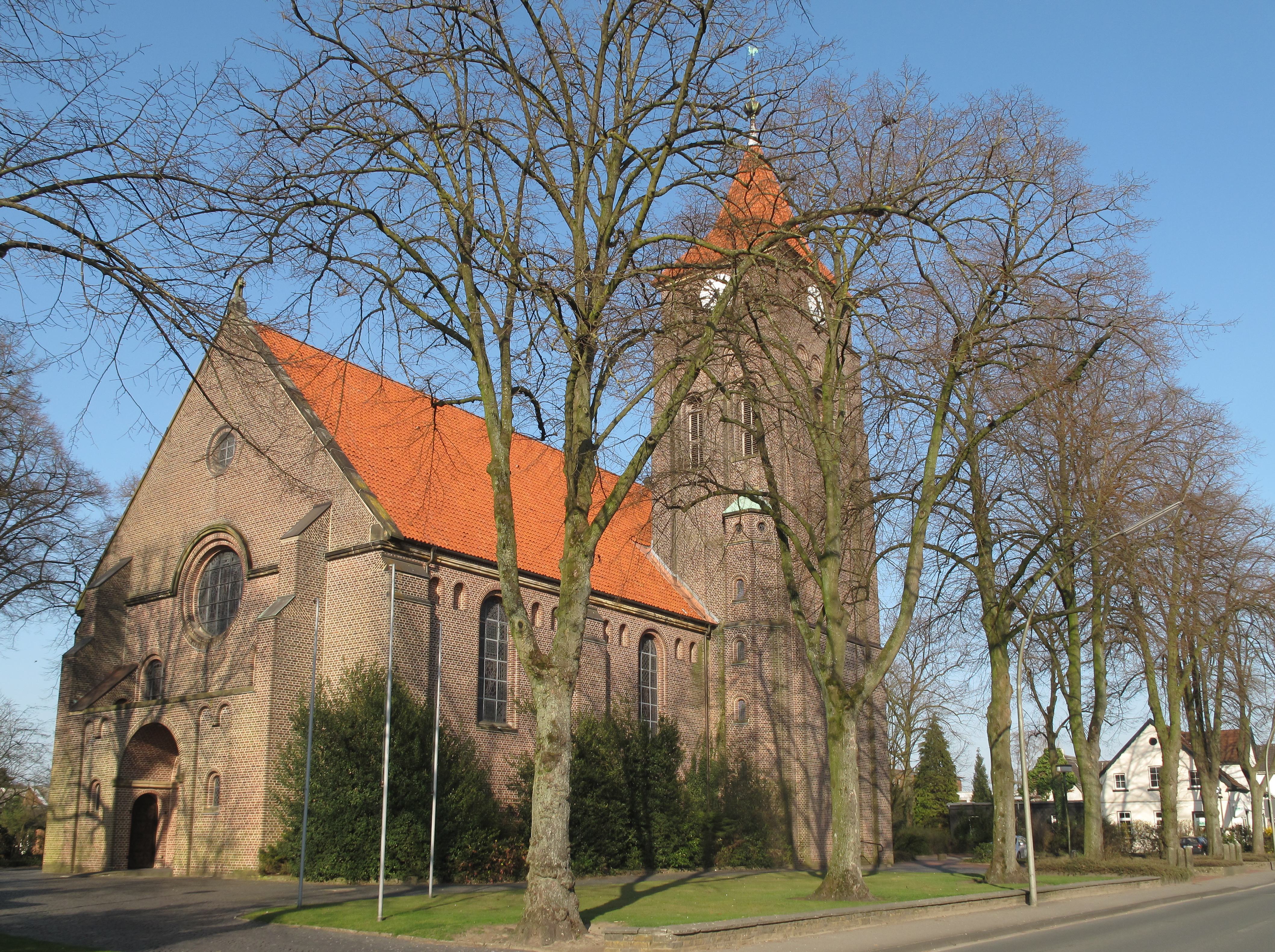
De Jacobskerk
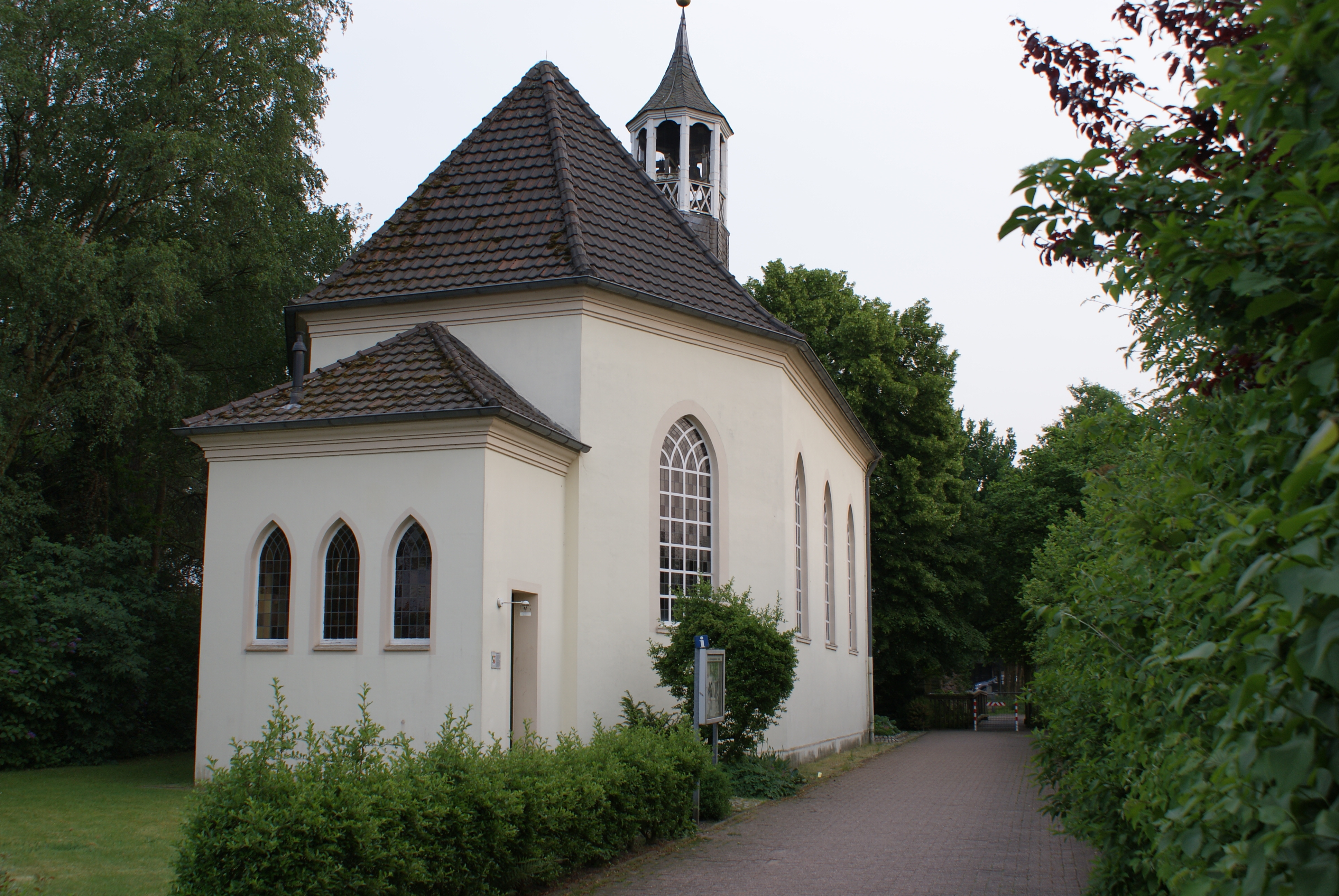
Evangelisch-luthers kerkje, Oeding